# S/S Andrea Doria
S/S Andrea Doria var en oceanångare som tillhörde det italienska rederiet Italian Line (Società di Navigazione Italia). Andrea Doria byggdes vid Ansaldovarvet i Genua i Italien och lämnade stapeln 16 juni 1951. Fartyget hade sin hemmahamn i Genua. Fartyget förliste 25 juli 1956, efter en kollision med M/S Stockholm i Atlanten nära Nantucket. 46 personer omkom.

## Historik

### Bakgrund
Hon uppkallades efter 1500-talsamiralen Andrea Doria och hade ett bruttoregistertonnage på 29 100 ton och en kapacitet på cirka 1 200 passagerare och 500 besättningsmedlemmar. För Italien som försökte att återuppbygga sin ekonomi och sitt rykte efter andra världskriget var Andrea Doria en ikon för nationell stolthet. Av alla Italiens fartyg på den tiden, var Andrea Doria det största, snabbaste och förmodligen säkraste. Hon sjösattes den 16 juni 1951 och genomförde sin jungfruresa den 13 januari 1953.

### Kollisionen med M/S Stockholm
Den 25 juli 1956 när Andrea Doria närmade sig kusten i Nantucket, Massachusetts, på väg till New York, kolliderade hon med den östgående M/S Stockholm ur Svenska Amerika Linien i det som blev en av historiens mest ökända sjöolyckor. Hon träffades i sidan, blev övertung och började genast att få kraftig slagsida åt styrbord, vilket resulterade i att hälften av livbåtarna blev oanvändbara. Den därav följande bristen på livbåtar kunde ha resulterat i betydande förlust av liv, men fartygets tekniska konstruktion gjorde att det höll sig flytande i över elva timmar efter ramningen. Besättningens goda uppförande, förbättrad kommunikation och snabba insatser av andra fartyg avvärjde en katastrof liknande Titanics 1912. 1 660 passagerare och besättningsmedlemmar räddades och överlevde, medan 46 personer omkom.
Den evakuerade lyxkryssaren kantrade och sjönk följande morgon. Denna olycka är fortfarande den värsta maritima katastrofen som inträffat på amerikanskt vatten sedan S/S Eastland förliste 1915.
Andrea Doria var ett för sin tid mycket säkert fartyg, med bland annat dubbla skrov och elva vattentäta avdelningar. Dock visade det sig vid jungfruresan att hon var känslig för stora vågor, speciellt när bränsletankarna var nästan tomma, som i slutet av resorna. Vid första ankomsten till USA hade hon 28 graders slagsida efter ha passerat en storm. Andrea Doria hade livbåtsplatser till alla ombord (det hade inte alla fartyg vid den tiden), men hälften av livbåtarna kunde inte sjösättas om skeppet hade slagsida på mer än 15 grader. Detta skulle visa sig ödesdigert vid olyckan 1956.
Före olyckan gjorde Andrea Doria ungefär 100 resor över Atlanten.

### Olycksförloppet
Olyckan brukar betraktas som en av de märkligaste i sjöfartshistorien eftersom två moderna och välutrustade fartyg (båda hade fungerande radio och radar) krockade mitt på öppna havet.
46 personer från Andrea Doria samt fem personer från Stockholm dog i samband med kollisionen. Värdefull konst gick förlorad, bland annat 500 m² väggmålningar av konstnären Salvatore Fiume.
Stockholm hade gått mot den normala riktningen i farleden vilket är olämpligt men inte förbjudet. På kommandobryggan var Johan-Ernst Carstens-Johannsen, tredje styrman som tjänstgjorde i kapten Gunnar Nordensons frånvaro. Stockholm var liten (cirka 12 000 ton) och gav litet radareko i jämförelse med övriga snabba fartyg på linjen och dessa faktorer tillsammans gjorde att man på Andrea Doria gjorde misstaget att tro att det rörde sig om ett mindre kustfartyg eller en fiskebåt som skulle korsa farleden på väg in mot kusten, inte möta Andrea Doria.
Ombord på Andrea Doria med Piero Calamai som kapten, plottade man heller inte radarbilden och därför kunde man varken avgöra hastighet eller riktning på Stockholm. Andrea Doria girade svagt babord (vänster) för att, som man trodde, passera bakom det mindre fartyget. När det gick upp för Andrea Dorias besättning att de trots allt skulle mötas gjorde de det mycket värre felet att hålla fast vid att gira babord och möta Stockholm styrbord (högersidan) mot styrbord. Det råder i normala fall högertrafik på sjön. Stockholm girade helt enligt reglerna åt styrbord (höger) för ett vanligt möte babord mot babord (alltså med vänstersidorna mot varandra). Andrea Doria höll fast vid att försöka mötas styrbord mot styrbord och girade mer babord, Stockholm tvingades gira ännu mer åt styrbord och körde rakt in i styrbordsidan på Andrea Doria. Stockholm hade vid den tidpunkten för länge sedan slagit back, men kollisionen kunde inte undvikas.
Vid kollisionen var Andrea Doria på väg ut ur en tjock dimbank, medan Stockholm ditintills hade haft klar sikt. Fartygen hade därför inte kunnat se varandras lanternor. Båda fartygen fick kritik på grund av detta. Andrea Doria borde ha reducerat hastigheten mer i dimman, och Stockholm borde ha reagerat på att det syntes ett radareko men inget fartyg och reducerat sin hastighet. Det spekulerades även i om Stockholms radar hade varit felinställd och att Andrea Doria därför hade upptäckts för sent. Inget av fartygen hade heller försökt upprätta radiokontakt med det mötande fartyget.
Andrea Doria sjönk 26 juli 1956 i Atlanten utanför Nantucket, Massachusetts, elva timmar efter en kollision med Svenska Amerika Liniens M/S Stockholm föregående kväll (25 juli). Vraket ligger på 70 meters djup.

### Räddningsaktionen
Räddningsaktionen koordinerades av United States Coast Guard i New York. På nödropet reagerade bland andra fartygen Cape Ann (United Fruit Company), Pvt. William H. Thomas, Edward H. Allen, Robert E. Hopkins och Île de France. Île de France under kapten Raoul de Beaudean anlände tre timmar efter kollisionen och inledde en pendeltrafik med livbåtar, och räddade 735 passagerare. Stockholm tog hand om 545 passagerare. Den amerikanska kustbevakningen och flygvapnet flög fyra svårt skadade besättningsmedlemmar och en skadad flicka med helikopter.
En 14-årig flicka, Linda Morgan, hittades på Stockholms krossade förskepp, hon visade sig ha legat i sin koj ombord på Andrea Doria, och kastats över till Stockholm vid kollisionen. Hon klarade sig med armbrott, dock försvann hennes styvfar och syster. Hennes mor överlevde men skadades i samband med räddningen.

### Efterspel
Efter kollisionen och räddningsaktionen följde förhör i New York. Förhören avslutades då parterna kunde komma till en överenskommelse utanför rättssalen. Rederierna betalade tillsammans till fond för offren. Efter olyckan följde en lång utredning och diverse konspirationsteorier, bland annat om en påstådd guldlast ombord på Andrea Doria. Ytterligare en fördunklande omständighet var att Andrea Dorias loggbok hade gått förlorad. Resultatet blev att inget av fartygens befälhavare dömdes som ensamt skyldig till olyckan.
Ingen fastställd orsak till katastrofen har någonsin formellt publicerats. Även om större delen av skulden verkade initialt falla på det italienska rederiet, har nyare upptäckter indikerat att en felaktig tolkning av radarbilden på det svenska fartyget inledde olycksförloppet, vilket ledde till misstag på båda fartygen.

## I populärkulturen
Den tyska rockmusikern Udo Lindenberg publicerade 1973 låten Alles klar auf der Andrea Doria som gav namn åt hans tredje musikalbum. I låten jämför Lindenberg livet i Hamburgs prostitutionsstråk med situationen på ett sjunkande lyxfartyg. Året 2010 skapade Lindenberg tillsammans med grafikern Victor Malsy ett tyskt frimärke med ett fartyg som syftar på låten.
Fartyget kan ses i trailern för DLC-paketet The Diamond för spelet Payday 2.
I boken Röd storm av Tom Clancy används vrakplatsen för Andrea Doria som gömställe för en sovjetisk ubåt. 
Det tionde avsnittet av den åttonde säsongen av TV-serien Seinfeld heter The Andrea Doria. I avsnittet spelar olyckan mellan Andrea Doria och Stockholm en viktig roll i handlingen.

## Övriga fartyg
Den 22 november 2000 kontrakterades Fincantieri i Riva Trigoso och Muggiano av det italienska marinförsvarsministeriet att bygga Nuova Unita Maggiore (NUM) som skulle bära namnet Andrea Doria. Fartyget, ett hangarfartyg, 244 meter långt och med 1 200 mans besättning, kom dock att få ett nytt namn: Cavour.